# 俄亥俄格羅夫鎮區 (伊利諾伊州默瑟縣)
俄亥俄格羅夫鎮區（英語：Ohio Grove Township）是位於美國伊利諾伊州默瑟縣的一個行政鎮區。

## 地方資料
根據2010年美國人口普查的數據，俄亥俄格羅夫鎮區的面積為95.30平方千米，當中陸地面積為95.30平方千米，而水域面積為0.00平方千米。當地共有人口266人，而人口密度為每平方千米2.79人。